# Rapoto I. (Ortenburg)
Rapoto I. (* im 12. Jahrhundert; † 26. August 1186) stammte aus dem Hause der Spanheimer und gilt als Ahnherr des Seitenzweiges der Reichsgrafen von Ortenburg in Bayern. Er wurde als vierter Sohn Engelberts II. und Uta von Passau wahrscheinlich auf der Burg Kraiburg geboren.

## Leben und Wirken
Engelbert II., der spätere Herzog von Kärnten, stattete bereits früh seine Söhne, welche nicht den geistlichen Weg gegangen waren, mit Gütern aus seinem Besitz aus. Ulrich I. wurde nach Verzicht Engelberts Herzog von Kärnten, Engelbert III. wurde Markgraf von Istrien und Graf von Kraiburg-Marquartstein und sein jüngster Sohn Rapoto erhielt Güter in der Nähe von Passau und im Rottachgau, welches einst Besitzungen mütterlicherseits waren. Rapoto wurde nach seinem Großonkel, Pfalzgraf Rapoto V. von Bayern, dem Bruder seines Großvaters Ulrich des Vielreichen von Passau benannt. Als sich Rapoto um das Jahr 1120 zu seinen neuen Besitzungen begab, waren diese weit zerstreut und eher unbedeutend. Dennoch lagen sie westlich wie ein Keil zwischen dem Kernland, den Lehen und weiteren Besitzungen an der Rott und Isar der Grafen von Vornbach. Ein Konflikt zeichnete sich somit zwangsläufig ab. Zu diesem Zeitpunkt ahnte niemand, zu welcher Machtfülle Rapoto sein Geschlecht noch führen würde. Über Konflikte zwischen den beiden Geschlechtern ist nichts bekannt, da es im niederbayerischen Raum zu jener Zeit keinen Geschichtsschreiber gab. Lediglich Otto von Freising erwähnt ständige Auseinandersetzungen und Fehden im niederbayerischen Raum.
Die belasteten Beziehungen der Geschlechter lassen sich allerdings auch an den Gefolgsleuten der jeweiligen Parteien erkennen, da diese nur die jeweiligen Hausklöster des eigenen Herrschergeschlechtes bestifteten und sich voneinander abschotteten. Ebenso weigerten sich die Mönche, die aus dem Vornbacher Herrschaftsraum stammten, Rapoto mit dem Grafentitel zu benennen.
Rapoto I. gelang es, seine Besitzungen und seine Passauer Lehen bis zum Jahr 1130 zwar zu erhalten, jedoch schaffte er es nicht diese zu erweitern. Um das Jahr 1120 errichtete er die Burg Ortenberg. Bereits 1134 nannte er sich Graf von Ortenberg (Ortenberg ist der alte Name von Ortenburg).
Der Konflikt mit den Vornbachern nahm im Jahre 1145 die erste Wendung, als mit Dietrich von Vichtenstein eine Linie des Hauses Vornbach ausstarb. Das Erbe fiel zwar an Hallgraf Engelbert von Wasserburg, jedoch die bischöflichen Lehen und Vogteirechte über St. Nikolaus, damals noch vor den Toren Passaus, erhielt Rapoto von Bischof Reginbert von Hagenau zugesprochen.
Im Jahre 1158 verstarb der letzte Graf von Neuburg und Pitten, Ekbert III., bei einer Schlacht vor Mailand. Mit ihm starb das einst mächtige Grafengeschlecht der Vornbacher aus. Die Vogteirechte des Passauer Domkapitels und niederbayerische Teile des Besitzes der Passauer Bischofskirche fielen dabei erneut an Rapoto I. Dieser schaffte es somit den Einflussbereich und die Position des jungen Ortenberger Grafengeschlechtes weiter zu fördern. In den Folgejahren sollte Rapoto gemeinsam mit seinen Söhnen den Besitz weiter vermehren und langsam den Besitz der Vornbacher übernehmen.
Die Grafen von Andechs, die Haupterben der Vornbacher, wehrten sich zu Beginn nicht gegen die Bestrebungen aus Ortenberg. Sie konzentrierten sich vielmehr auf ihre oberbayerischen Besitzungen. Zu Konflikten kam es erst Ende des 12. Jahrhunderts, welche Rapoto selbst nicht mehr erlebte.
Im Jahre 1163 heiratete Rapoto die Gräfin Elisabeth von Sulzbach. Durch den Tod seines Bruders Markgraf Engelbert III. von Istrien profitierte er beträchtlich. Zwar ging die Markgrafschaft Istrien dem Hause Spanheim und Ortenburg verloren, doch Rapoto sicherte sich die reiche Grafschaft Kraiburg seines Bruders samt Besitzungen im Chiemgau. So erstreckte sich Rapotos Besitz bald vom Brixner Tal in Tirol bis hinauf in den Böhmerwald.
Gemeinsam mit seinen Brüdern, Herzog Ulrich I. von Kärnten, Markgraf Engelbert III. von Istrien und Bischof Hartwig II. von Regensburg, war Rapoto I. mehrfach im Dienste des Königs Konrad III. sowie des Kaisers Friedrich Barbarossa und des Reiches auf Reichs- und Landtagen zu finden. Ebenso stand er jahrelang mehrfach den bayrischen Herzögen Leopold IV. von Babenberg und Heinrich XII. von Bayern, Herzog Heinrich Jasomirgott von Bayern, dem späteren Herzog von Österreich, und Herzog Otto I. von Wittelsbach zur Seite.
Rapotos außergewöhnliche Stellung im Heiligen Römischen Reich lässt sich 1184 auf dem Reichstag von Mainz erkennen: Dort erhalten seine beiden Söhne, Rapoto II. und Heinrich I., bei einem großen Fest zusammen mit den Söhnen des Kaisers den Ritterschlag.
In Kraiburg am Inn ist heute die Graf-Rapoto-Straße nach ihm, seinem Sohn Rapoto II. und seinem Enkel Rapoto III. benannt.

## Nachkommen
Rapoto I. war mit Elisabeth, Tochter des Grafen Gebhard III. von Sulzbach, verheiratet. Aus dieser Ehe entstammen folgende Kinder:
- Rapoto II. († 19. März 1231), Pfalzgraf von Bayern und Graf von Ortenburg, ⚭ Udilhild, Gräfin von Dillingen
- Adelheid
- Mathilde, ⚭ Konrad II., Graf von Valley
- Elisabeth, ⚭ Gero II., Graf von Heunburg
- Heinrich I. († 15. Februar 1241 Ortenburg), Graf von Ortenburg und Graf von Murach, ⚭ 1. Ehe: Juta, böhmische Prinzessin, 2. Ehe Richza (Richgard), Markgräfin von Hohenburg